# Палки (Мазовецьке воєводство)
Па́лки (пол. Pałki) — село в Польщі, у гміні Зволень Зволенського повіту Мазовецького воєводства.
У 1975—1998 роках село належало до Радомського воєводства.